# Bruno Vattovaz
Bruno Vattovaz (Capodistria, 20 febbraio 1912 – 5 ottobre 1943) è stato un canottiere italiano, medaglia d'argento nella gara di quattro con nel Canottaggio ai Giochi olimpici di Los Angeles 1932, era il timoniere dell'armo azzurro.

## Biografia
Vattovaz apparteneva alla società sportiva Libertas Capodistria, nata nel 1888, che tanti successi mieté negli anni 1920, e fu esponente del vasto movimento istriano che comprendeva anche altre società sportive, come la Pollino Isola d'Istria, messesi in luce in quegli anni.

## Palmarès
| Anno | Manifestazione  | Sede        | Evento      | Risultato |
| ---- | --------------- | ----------- | ----------- | --------- |
| 1932 | Giochi olimpici | Los Angeles | Quattro con | Argento   |